# Minas de Oro
Minas de Oro – gmina (municipio) w środkowym Hondurasie, w departamencie Comayagua. W 2010 roku zamieszkana była przez ok. 12,6 tys. mieszkańców. Siedzibą administracyjną jest miejscowość Minas de Oro.

## Położenie
Gmina położona jest w północnej części departamentu. Graniczy z 6 gminami:
- Victoria od północy,
- San José del Potrero i El Porvenir od wschodu,
- Esquías i San Luis od południa,
- La Libertad od zachodu.

## Miejscowości
Według Narodowego Instytutu Statystycznego Hondurasu na terenie gminy położone były następujące miejscowości:
- Minas de Oro
- Agua Blanca
- El Socorro
- El Zompopero
- La Hoya de La Puerta
- Las Huertas
- Minas de San Antonio
- Montecitos
- Pimientilla
- San Isidro del Mal Paso
- Santa Cruz

## Demografia
Według danych honduraskiego Narodowego Instytutu Statystycznego na rok 2010 struktura wiekowa i płciowa ludności w gminie przedstawiała się następująco:
| Wiek         | 0–3   | 4–6   | 7–12  | 13–17 | 18–24 | 25–64 | 65+ | razem  |
| Minas de Oro | 1 383 | 1 114 | 2 104 | 441   | 1 552 | 4 374 | 602 | 12 570 |
| Mężczyźni    | 708   | 563   | 1 091 | 761   | 832   | 2 200 | 297 | 6 451  |
| Kobiety      | 675   | 551   | 1 013 | 680   | 720   | 2 174 | 305 | 6 119  |